# Gvardejsk
Gvardejsk (ryska: Гвардейск, tyska: Tapiau (stadens namn fram till 1946)) är en ort i Kaliningrad oblast i Ryssland. Den ligger ca 38 kilometer öster om Kaliningrad och har cirka 13 000 invånare.

## Geografi
Orten ligger vid floden Pregel, vars kanaliserade sidoarm Deime leder till Kuriska sjön.

## Historia
Riddare av Tyska orden byggde ett slott på orten på 1200-talet och ordens arkiv förvarades här 1469–1722.
Under preussiskt styre tillhörde staden regeringsområdet Königsberg i Ostpreussen och orten var belägen vid preussiska östbanan på avsnittet Königsberg-Eydtkuhnen. 1910 hade Tapiau 5 986 invånare.
Staden erövrades från Tyskland av Sovjetunionen 1945 i slutet av andra världskriget och stadens tyska befolkning evakuerades eller utvisades och ersattes med ryssar.
Kända personer med anknytning till orten är Albrekt av Preussen som dog här 1568 och målaren Lovis Corinth som föddes i staden.